# Boulimie
Boulimia nervosa, ook bekend als boulimie, is een psychiatrische ziekte. Het is een eetstoornis waardoor een persoon terugkerende eetbuien heeft, gevolgd door een of meer van de volgende, opzettelijke handelingen die de opname van het voedsel compenseren en gewichtstoename verhinderen:
- braken
- ongepast gebruik van voedingssupplementen, laxeermiddelen/of andere medicijnen
- bovenmatige lichamelijke oefening
- vasten
- gebruik van klysma's

De aandoening werd voor het eerst beschreven door de Britse psychiater Gerald Russell.

## Kenmerken
Een persoon heeft boulimia wanneer hij of zij zich onbekwaam voelt om de drang tot eten, zelfs tijdens het eten zelf, te controleren, wanneer hij of zij een grotere hoeveelheid voedsel verbruikt dan een normaal persoon, en wanneer dergelijk gedrag minstens tweemaal per week gedurende drie maanden voorkomt.
De meerderheid van personen met boulimia zijn jonge vrouwen van 10 tot 30 jaar oud, hoewel de stoornis bij mensen van alle leeftijden en beide geslachten kan voorkomen.
Bij boulimia is er sprake van onderliggende psychische problemen. Vaak heeft de patiënt een gevoel van controleverlies. De episoden van eten - laxeren kunnen extreem zijn, soms gepaard gaand met snel en onbeheerst eten. De lijders stoppen soms pas als ze door een andere persoon worden onderbroken of wanneer hun maag het niet meer aankan. Deze cyclus kan meerdere keren per week of, in ernstige gevallen, meerdere keren per dag worden herhaald. De lijders zien het "vernietigende" eetpatroon vaak als manier om controle over hun leven te bereiken.
Sommige personen die lijden aan anorexia kunnen boulimisch gedrag vertonen: op bepaalde ogenblikken veel eten en purgeren van voedsel op een regelmatige of zeldzame basis tijdens hun ziekte. Alternatief kunnen individuen met boulimia anorectische perioden hebben. Vaak is er daarom sprake van de diagnose eetstoornis NAO (eetstoornis niet anderszins omschreven). De nieuwe benaming hiervan is gebaseerd op het Engels ‘Other Specified Feeding or Eating Disorder’ (OSFED).

## Oorzaken

### Biologisch
Net zoals bij anorexia nervosa zijn er aanwijzingen voor een genetische predispositie. Abnormale hormoonhuishouding, vooral serotonine, zou verantwoordelijk kunnen zijn voor verstoord eetgedrag. Ook brain-derived neurotrophic factor (BDNF) wordt onderzocht als mogelijk mechanisme.

### Sociaal
Moderne reclame met dunne modellen wordt veelal gezien als een van de oorzaken van de aandoening. In een gemeenschappelijke publicatie beschrijven Fairburn en anderen in hun cognitieve gedragsmodel hoe extreme bezorgdheid over het eigen gewicht en uiterlijk, gecombineerd met een laag zelfvertrouwen, kan leiden tot een rigide, strikt en onbuigbaar eetpatroon. Dit kan leiden tot een onrealistisch eetsituatie, wat aanleiding is voor een minimaal breken van de eigen eetregels. Zwart-witdenken leidt vervolgens tot binge-eten, massaal eten. Dit 'binge'-eten leidt tot een gevoel van verlies van controle wat aanleiding is tot braakgedrag als maatregel tegen het binge-eten. Deze cyclus herhaalt zichzelf vervolgens. Esther K. Papies en Kim A.H. Nicolaije laten zien dat het effect van het dunne ideaal verschilt tussen mensen. De soort associatie die de persoon heeft met ofwel een dun ofwel een persoon met een normaal gewicht bepaalt welke invloed reclame met dunne modellen heeft op de persoon. Mensen die zichzelf associëren met dunne modellen voelen zich juist beter nadat ze dunne modellen hebben gezien. Het blijkt dat deze zelfassociatie aangeleerd kan worden.

## Mogelijke gevolgen van boulimia nervosa
- Chronische neusbloedingen
- Duizeligheid/flauwvallen
- Refeeding: na een lange periode van ondervoeding reageert het lichaam overdreven hard op verhoogde energietoevoer en voedingsstoffen
- Springende oogadertjes
- Haaruitval
- Gescheurde mondhoeken
- Chronische hoofdpijn
- Afhankelijkheid van laxeermiddelen
- Andere dwanghandelingen
- Concentratiestoornissen
- Hartritmestoornissen
- Irritatie en scheuren in de keel, de slokdarm en de maag (door het geforceerde braken dat zure maagsappen naar boven voert)
- Elektrolytenonbalans, verstoord door frequent braken en/of laxeren. Door uitdroging ontstaat een gebrek aan kalium wat kan leiden tot hartritmestoornissen of hartfalen
- Gebitsproblemen
- Tandvleesontstekingen
- Hormonale veranderingen die o.a. kunnen leiden tot menstruatiestoornissen en onvruchtbaarheid
- Moeheid, malaise
- Oedeem in gezicht, bijvoorbeeld opgezwollen ogen
- Opgezette lymfeklieren
- Het intreden van de dood

### Mortaliteitsrisico
Eetziekten hebben een van de hoogste sterftecijfers van alle geestesziekten. De National Eating Disorders Association (Groot-Brittannië) schat een 10% mortaliteitsgraad voor boulimie en een 18% mortaliteitsgraad voor anorexia nervosa. Dit hangt natuurlijk sterk af van hoe streng men de criteria voor de aandoeningen aanlegt. Een 2/3 van de mortaliteit is een gevolg van de lichamelijke bijverschijnselen, 1/3 echter ook van suïcide. Een mogelijk - maar niet met zekerheid vastgesteld - slachtoffer van boulimie was Terri Schiavo.